# Sobór Wprowadzenia Matki Bożej do Świątyni w Czeboksarach
Sobór Wprowadzenia Matki Bożej do Świątyni w Czeboksarach (ros. Введенский собор – trb. Wwiedienskij sobor; czuw. Введени чиркӗвӗ – trl. Vvedeni čirkĕvĕ) – sobór katedralny będący siedzibą eparchii czeboksarskiej Rosyjskiego Kościół Prawosławnego, znajdujący się w Czeboksarach, stolicy Republiki Czuwaskiej, w Rosji.
Sobór stanowi dominantę architektoniczną historycznego centrum miasta. Znajduje się w centrum dawnego kremla czeboksarskiego, na terenie między ulicami Konstantina Iwanowa i Michaiła Siespiela. Jest najstarszym zabytkiem architektury sakralnej nie tylko w Czeboksarach, ale i w całej Czuwaszji. Budynek figuruje w rejestrze obiektów dziedzictwa kulturowego narodów Federacji Rosyjskiej o znaczeniu federalnym.

## Historia

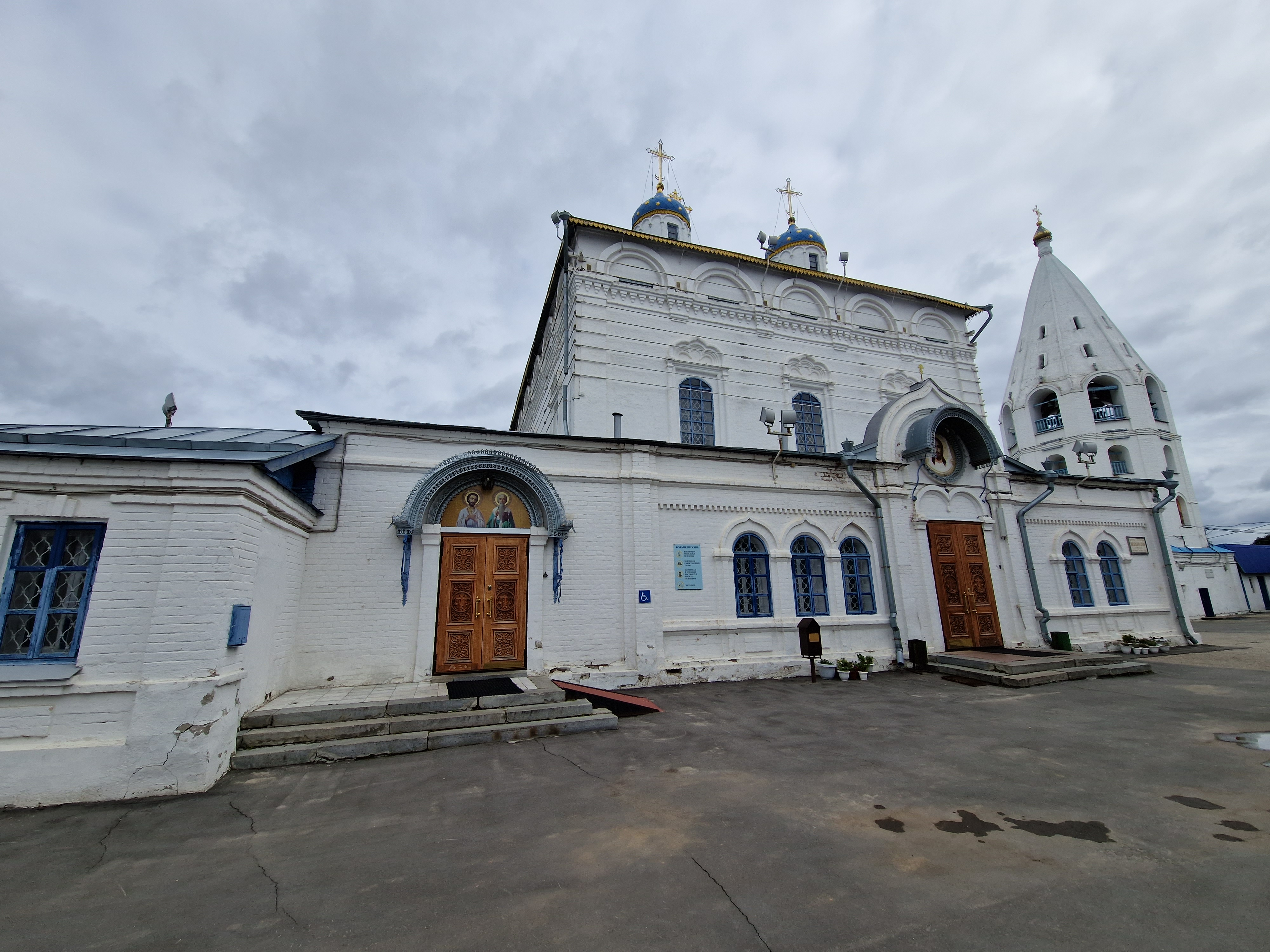
Budynek soboru od strony zachodniej (2022)

Pierwsza, płócienna cerkiew w Czeboksarach została ufundowana na mocy przywileju cara Iwana IV Groźnego z 26 maja 1555 roku; wkrótce świątynia została zastąpiona budynkiem drewnianym. Miasto w owym czasie było twierdzą położoną na wschodnich rubieżach Carstwa Rosyjskiego, którą zamieszkiwali m.in. strzelcy moskiewscy. Cerkiew konsekrował Guriasz, pierwszy prawosławny arcybiskup założonej w 1555 roku eparchii kazańskiej. Świątynię wybudowano na szczycie wzniesienia w obrębie czeboksarskiego kremla, w miejscu, w którym według legend znajdował się pogański kieriemietʹ (ros. кереме́ть; miejsce święte lub święty gaj należący do ludów pierwotnie zamieszkujących tereny Powołża). Cerkiew otrzymała wezwanie Wprowadzenia Matki Bożej do Świątyni (ros. Введение во храм Пресвятой Богородицы, trb. Wwiedienije wo chram Prieswiatoj Bogorodicy). Arcybiskup Guriasz umieścił w niej kopię Włodzimierskiej Ikony Matki Bożej, która z czasem zaczęła być czczona zarówno przez miejscową ludność rosyjską, jak i przez schrystianizowanych do końca XVIII wieku Czuwaszów jako cudowna i słynąca z wielu łask i nazywana przez nich Toramusz (ros. Торамуш, z czuwaskiego Турă амăшě, trl. Tură amăšě – Matka Boża).
Drewniana świątynia spłonęła w pożarze w 1649 roku. Około 1657 roku poświęcono nową, kamienną cerkiew krytą dachem namiotowym z pięcioma kopułami, obok której wybudowano dzwonnicę (również zwieńczoną dachem namiotowym). Obiekt był inspirowany starożytnymi greckimi świątyniami. Budowa wnętrza przebiegała zgodnie z klasycznymi kanonami; ołtarz umieszczono na wschodzie, obraz Matki Boskiej na ścianie północnej, obrazy sądu ostatecznego na ścianie zachodniej, a wizerunek Jezusa Chrystusa na ścianie południowej.

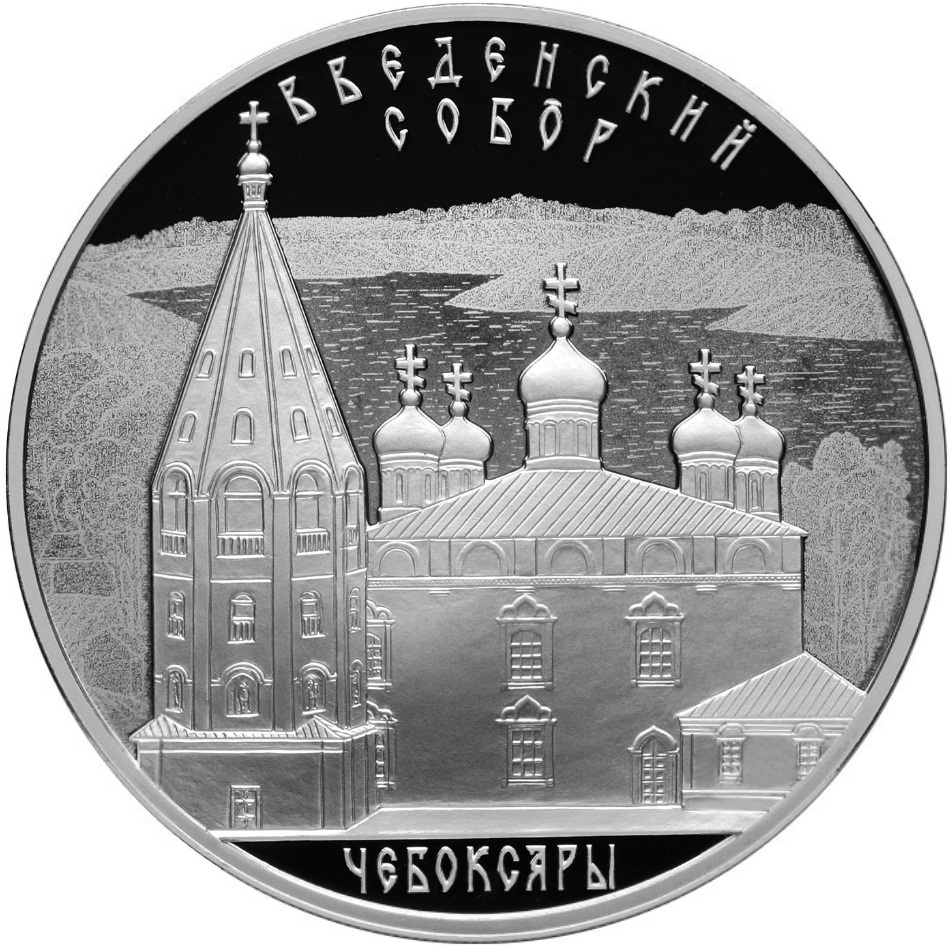
Sobór w Czeboksarach na okolicznościowej monecie z 2013 roku

Budynek przetrwał do czasów współczesnych w stanie niemal nienaruszonym, choć np. w 1773 roku w wyniku pożaru uszkodzony został dach. W latach 20. XIX wieku gruntownie odnowiono dzwonnicę, w której zawieszone zostały nowe dzwony oraz wymieniono podłogi świątyni, w latach 30. XIX wieku odnowiono stare freski, zaś w 1845 roku – główny ikonostas (który został wówczas również pozłocony).
Świątynia niemal przez cały czas swojego istnienia pełniła funkcje sakralne z wyjątkiem lat 1939–1943, kiedy to mieściła się w niej galeria sztuki. W 1943 roku nabożeństwa w soborze wznowiono. Do 1985 roku kaplica św. Aleksego Wyznawcy i św. Charłampa oraz narteks były wykorzystywane przez Czuwaskie Muzeum Narodowe. Na początku XXI wieku miała miejsce kolejna renowacja obiektu, podczas której m.in. wzmocniono jej fundamenty, a także wyremontowano cały kompleks zabudowań soboru.
W 2013 roku Centralny Bank Federacji Rosyjskiej wyemitował przedstawiającą świątynię monetę okolicznościową o nominale 3 rubli, wykonaną ze srebra próby 925, o masie 31,1 g i średnicy 39,0 mm.

## Architektura

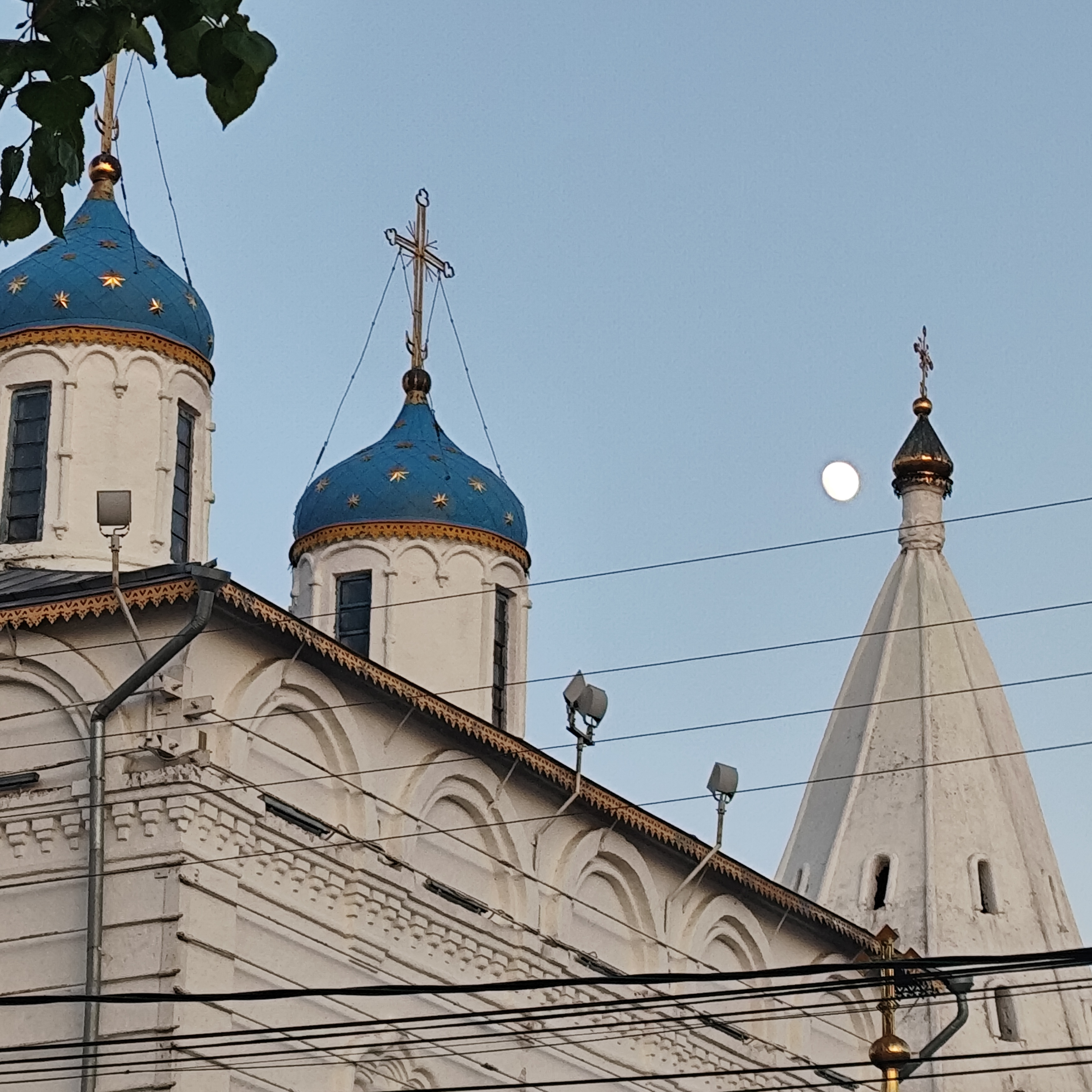
Fragment kopuł oraz dzwonnicy soboru w Czeboksarach (2024)

Sobór składa się z pięciu części: dwukondygnacyjnego budynku głównego wzniesionego na planie czworoboku z absydą o przekroju w kształcie kila, krytego dachem namiotowym z pięcioma kopułami, trzech niższych kaplic bocznych z półkolistymi absydami oraz narteksu-refektarza przylegającego do budynku głównego od wschodu, północy i zachodu. Świątynia ma również dwie kruchty: w zachodniej ścianie narteksu oraz w południowej ścianie głównej bryły budynku.
Ściany budowli oraz bębny kopuł wykonane są z cegieł łączonych zaprawą wapienną, otynkowanych i pomalowanych na biało. Elewację zdobią elementy, takie jak ceglane miecze, płyciny, pilastry, belkowanie i profilowane archiwolty. Boczne kaplice zwieńczone są gzymsami, a zachodnia ściana narteksu-refektarza – ząbkami. W ścianach bębnów kopuł znajdują się blendy arkadowe. Otwory okienne budynku głównego oraz narteksu-refektarza są zwieńczone półkoliście, natomiast okna bocznych kaplic są prostokątne. Okna soboru ujęte są w półkolumny, natomiast okna narteksu są obramione wstęgą i zwieńczone kokosznikiem.
Drzwi wejściowe do soboru są bogato zdobione, dwuskrzydłowe, wykonane z drewna dębowego. Portal wejścia głównego w formie szczytu zwieńczonego kokosznikiem, flankowany z obu stron pilastrami. Nad wejściem znajduje się medalion z wizerunkiem Jezusa Chrystusa, a nad nim metalowy daszek. Drugie wejście również jest kryte daszkiem, a nad drzwiami widnieje kompozycja o półkolistym kształcie.
Trójnawowe wnętrze świątyni nakryte jest sklepieniami kolebkowymi, żaglastymi i klasztornymi wspartymi na czterech filarach, zaś w kaplicy południowej strop jest płaski. Częściowo zachowały się fragmenty posadzek z XVII i XIX wieku.
Wewnątrz soboru zachował się pozłacany pięciorzędowy ikonostas oraz oryginalne XVII-wieczne freski zdobiące ścianę północną, południową i zachodnią, sklepienia, kolumny oraz otwory okienne. Według badaczy, w prace nad nimi zaangażowanych było wielu twórców, głównie lokalnych, stąd oprócz wyraźnej inspiracji stylem staroruskim obecne są również wpływy tradycji czuwaskich. Malowidła są kunsztownie wykonane, powielają fakturę i układ cegieł, a ich detale są niejednokrotnie przedstawione w spoinach między cegłami. W narteksie świątyni znajduje się XIX-wieczna ikona przedstawiająca arcybiskupów kazańskich i późniejszych świętych kościoła prawosławnego, Guriasza i Germana, oraz św. Mikołaja z Miry.